# Cerambyx welensii
Cerambyx welensii är en skalbaggsart som först beskrevs av Küster 1845.  Cerambyx welensii ingår i släktet ekbockar, och familjen långhorningar.
Artens utbredningsområde är:
- Frankrike.
- Iran.
- Portugal.
- Ukraina.

Inga underarter finns listade.